# (29053) Muskau
(29053) Muskau est un astéroïde de la ceinture principale et plus spécifiquement du groupe de Hilda.

## Description
(29053) Muskau est un astéroïde du groupe de Hilda. Il présente une orbite caractérisée par un demi-grand axe de 3,94 UA, une excentricité de 0,07 et une inclinaison de 2,3° par rapport à l'écliptique.

## Compléments